# Dennis Alcapone

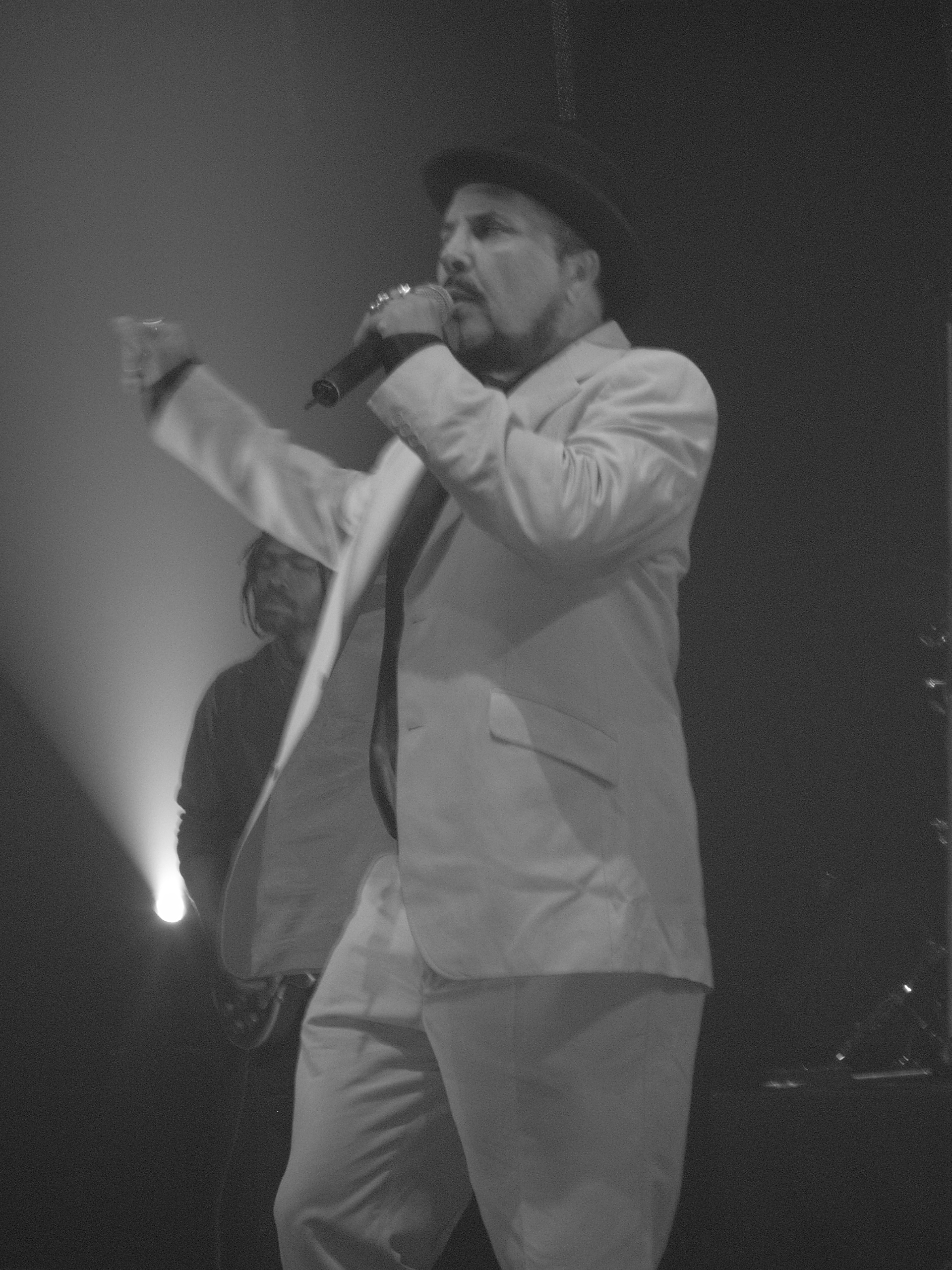
Dennis Alcapone, 2006

Dennis Alcapone (* 6. August 1947 in Culloden, Clarendon Parish, als Dennis Asquith Smith) ist ein jamaikanischer Deejay. Der Toaster gehört zusammen mit dem „Originator“ U-Roy und Big Youth zu den Vorreitern des Dancehall.

## Werdegang
Aufgewachsen in Kingston gründete Dennis Smith zusammen mit seinen Freunden Lizzy und Samuel the First das El-Paso-Soundsystem. Durch seine an U-Roy angelehnte, eigenwillige Vortragsweise machte Smith schnell auf sich aufmerksam. Die nötigen Dubplates kaufte El Paso direkt bei Duke Reid für 10 Jamaika-Dollar. Seine ersten Singles nahm Dennis Smith ab 1969 mit dem gleichaltrigen Produzenten Keith Hudson, einem aktiven Zahnarzt, auf. Darunter war auch sein erster Charthit Spanish Amigo (aka Spanish Omega), eine Version von Ken Boothes Old Fashioned Way, der mit dem bewusst gesetzten „falschen Anfang“ ein originelles Liveelement etablierte.
Das Smith über Dub-Versionen bereits existenter Tracks toastete, machte ihn für viele Musikproduzenten interessant, da sie auf eine Zweitverwertung ihres Katalogs setzen konnten. Byron Lee gab 1971 für sein Label Dynamic Sounds Dennis Alcapones erstes Album Guns Don’t Argue in Auftrag. Das Album wurde von Bunny Lee produziert und enthielt u. a. mit It Must Come eine Version von Delroy Wilsons aktuellem Superhit Better Must Come. Ebenfalls im Jahr 1971 produzierte Coxsone Dodd für sein Label Studio One das Kompilationsalbum Forever Version, mit Versionen von Rocksteady- und Reggae-Klassikern wie Nanny Goat von Larry & Alvin, Love Me Forever von Carlton & the Shoes oder Sunday Coming von Alton Ellis. Erst bei Coxsone nahm Dennis Smith den Künstlernamen Dennis Alcapone an.
Bald hatte Alcapone mit weiteren Produzenten Jamaikas, wie Winston Riley, Joe Gibbs und Prince Buster, zusammengearbeitet und konnte 1973 schon über 100 Singles vorweisen. Lee Perry produzierte mit ihm die Dub-Versionen Alpha & Omega (1971), Africa Stand (aka Place Called Africa Verse 5), Jah Rastafari (aka Wonder Man) und Master Key (1972).
In seinen Versionen kommentierte Alcapone das tägliche Leben auf Jamaika und auch das aktuelle Geschehen. Anlässlich des Boxkampfereignisses The Sunshine Showdown vom 22. Januar 1973 toastete Alcapone über den Song Joe Frazier der Gruppe Burning Spears. Seine Version, in der er den amtierenden Schwergewichtsweltmeister Joe Frazier zum Favoriten erklärte, wurde als Joe Frazier (Round 2) und mit der Instrumentalversion Joe Grazier auf der B-Seite veröffentlicht. Seine nächste Boxer-Single hieß Cassius Clay, der sich aber selbst bereits seit 1964 Muhammad Ali nannte.
Für Duke Reid entstand zusammen mit Lizzy und The Natural Youth das Album Soul to Soul – DJ’s Choice, mit den Hit-Songs Wake Up Jamaika und Baba Riba Skank. Laut eigener Aussage brachte Alcapone die fertigen Bänder persönlich von Reid zu Trojan Records nach London, als er 1973 seine erste England-Tournee antrat. Zusammen mit den Cimarons, Winston Groovy, The Marvels, Nicky Thomas und The Pioneers trat er bei einem Reggaekonzert im Rahmen des Edinburgh Festival auf.  Der Auftritt wurde von Judge Dread angesagt und für die britische Fernsehsendung The Old Grey Whistle Test vom 25. September 1973 aufgezeichnet. Unmittelbar vor der England-Tournee hatte Bunny Lee mit ihm in King Tubbys Studio das hastig produzierte Album King of the Track aufgenommen. Das Album erschien erst 1974 unter der Katalognummer MGT 001 auf Lees kurzlebigem Londoner Label Magnet.
Alcapone begab sich 1974 erneut für eine Tour nach England. Nach dem Ende der Tournee ließ er sich in London nieder und betrat von 1975 bis 1979 nicht mehr Jamaika. Der Grund dafür war die ansteigende Mordrate Jamaikas und die zunehmende Gefahr im Geschäft des Dancehall. Zwischen 1974 und 1977 erschienen die Alben Belch It Off, Dread Capone und Investigator Rock, doch in Großbritannien konnte Alcapone nicht mehr an seinen Erfolg auf Jamaika anschließen.
Erst 1989 brachte Dennis Alcapone Revive, Vintage und Foundation heraus, die ihm den Status als Veteran einbrachten. Ende der 1990er Jahre wurde er dann wieder nach Jamaika eingeflogen und nahm hier an einigen Veteranen-Clashes teil. Von seinem Erfolg reich geworden ist Dennis Alcapone allerdings nicht: Viele Zusammenstellungen seiner Songs entstanden ohne sein Wissen (z. B. das in England erschienene Album Version Galore Vol. 2, das seine erste LP für das Label Trojan war).
Zu Beginn der 1990er Jahre trat Alcapone mit Mad Professor, Macka B und Tippa Irie im Ariwa Showcase auf. Mit Mad Professor tourte er 1996 durch Italien und mit Alton Ellis durch Spanien.

## Auszeichnungen
Dennis Alcapone wurde mit dem ersten Deejay-Cup ausgezeichnet, der von Rupie Edwards und seinem Magazin Record Retailer 1971–1972 verliehen wurde.

## Diskografie (Auswahl)

### Singles
- 1970: Spanish Amigo / Shades of Hudson (Inbidimts Records)
- 1971: Teach the Children / Seven Eleven (Duke Reid)
- 1972: Joe Frazier (Round 2) / Joe Grazier (Iron Side)
- 1973: Cassius Clay / Love and Affection (Hatchet)

### Alben
- 1971: Forever Version (Studio One)
- 1971: Guns Don’t Argue (Dynamic Sounds/Trojan)
- 1973: Soul to Soul – DJ’s Choice feat. Dennis Alcapone, Lizzy & Natural Youth (Treasure Isle/Trojan)
- 1974: King of the Track (Magnet, MGT 001)
- 1974: Belch It Off (Attack)
- 1975: Dread Capone (Live & Love)
- 1977: Investigator Rock (Third World)

## Filmografie
- Reggae Concert at the Edinburgh Festival 1973. In: The Old Grey Whistle Test vom 25. September 1973. Moderiert von Judge Dread, produziert von Michael Appleton für BBC Four.